# Discursul „Casa dezbinată”

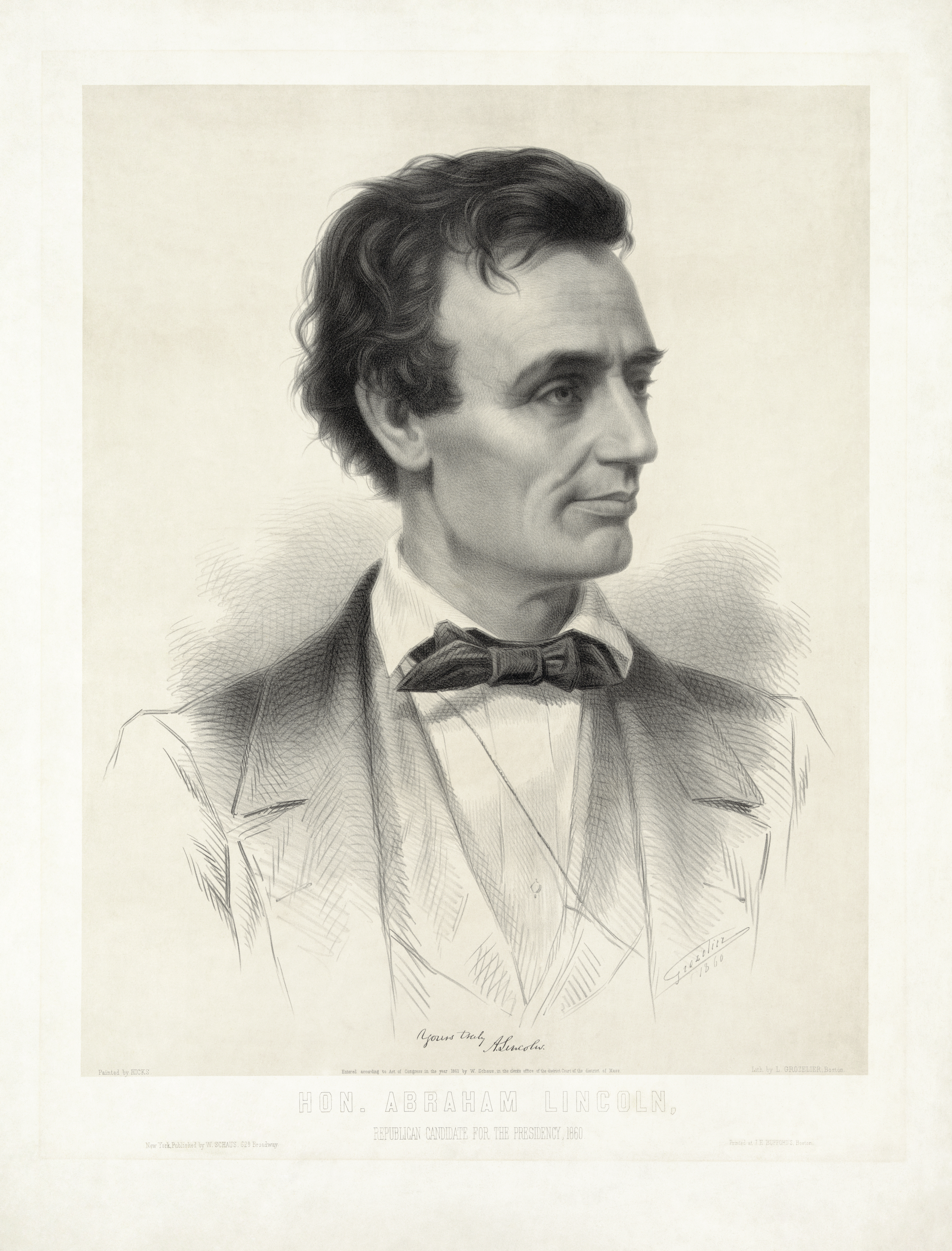
Discursul „House Divided” este unul dintre cele mai celebre discursuri ţinute de Abraham Lincoln.

Discursul „Casa dezbinată” (în engleză House Divided) este o cuvântare ținută de Abraham Lincoln (care avea să devină Președinte al Statelor Unite) la 16 iunie 1858, în Springfield, Illinois, după ce a acceptat nominalizarea din partea Partidului Republican drept candidat pentru postul de senator federal din partea statului Illinois. Discursul a devenit punctul de lansare al campaniei sale nereușite pentru Senat împotriva democratului Stephen A. Douglas, în care au avut loc dezbaterile Lincoln-Douglas din 1858. Discursul a creat o imagine clară a pericolului divizării din cauza sclaviei, și i-a adus împreună pe republicanii din toate statele din Nord. Împreună cu Discursul de la Gettysburg și al doilea său discurs inaugural, a devenit unul din cele mai celebre cuvântări ale carierei.
Discursul conține citatul „O casă dezbinată în sine nu poate sta în picioare”, extras din Matei 12:25: „Orice împărăție care se dezbină în sine se pustiește, orice cetate sau casă care se dezbină în sine nu va dăinui”. Lincoln se referea la dezbinarea țării între state libere și state sclavagiste. Fraza „casa dezbinată” mai fusese folosită și de alții înainte. Cu opt ani înaintea discursului lui Lincoln, în timpul dezbaterilor din Senat pe tema Compromisului din 1850, Sam Houston a spus: „O națiune dezbinată în sine nu poate rezista".
Cel mai celebru citat din discurs este:
| “ | «O casă dezbinată în sine nu poate dăinui.» Eu cred că guvernul nu poate rezista, permanent, jumătate sclavagist, jumătate liber. Nu aștept ca Uniunea să se dizolve — nu aștept ca această casă să se prăbușească — aștept în schimb să înceteze să mai fie dezbinată. Va deveni fie cu totul una, fie cu totul cealaltă. Fie adversarii sclaviei vor frâna răspândirea sa, și o vor pune acolo unde mintea poate sta liniștită în credința că ea este pe calea spre dispariția totală; fie susținătorii săi o vor împinge înainte, până când va deveni legitimă în toate statele vechi și noi — din Nord sau din Sud. | ” |